# Замок Трив
Замок Трив (англ. Threave) знаходиться в області Дамфрис і Галлоуей в Шотландії.

## Інформація для відвідувачів
Замок відкрито з квітня по вересень щоденно з 09:30 до 18:30.
Квиток для дорослих: 2,50 £. Дитячий квиток: 1,90 £.

## Ресурси Інтернету
- Вікісховище має мультимедійні дані за темою: Замок Трив
- Стаття про замок на Undiscoveredscotland.co.uk [Архівовано 19 грудня 2013 у Wayback Machine.]
- Стаття про замок на Electricscotland.com [Архівовано 21 грудня 2013 у Wayback Machine.]
- Gazetteer for Scotland [Архівовано 14 квітня 2021 у Wayback Machine.]

1. ↑  https://portal.historicenvironment.scot/designation/SM90301
2. ↑  http://portal.historicenvironment.scot/designation/SM90301
3. ↑  https://vocaleyes.co.uk/research/heritage-access-2022/benchmark/